# 高家花园
高家花园为位于中国浙江省杭州市拱墅区拱宸桥西北大运河畔的一幢中式花园别墅，由高懿丞建于民国初年，现占地1200平方米，由南华楼、爱日楼、水池、九曲桥、假山和回廊等组成，主体建筑南华楼坐北朝南，面阔五间两层，歇山顶，为中西合璧式风格，爱日楼坐西朝东，面阔五间，为西式风格。在1937年日占时期一度成为驻守在拱宸桥畔日军的指挥基地，1946年高懿丞去世后被转卖，后被划入杭州市长征化工厂厂区，2001年化工厂破产歇业后由拱墅区政府接管并修缮，2014年12月作为中国大运河（杭州段）文化遗产展厅对外开放。